# 長尾村 (兵庫県川辺郡)
長尾村（ながおむら）は、かつて日本の兵庫県川辺郡に存在した村である。なお兵庫県には川辺郡の他に有馬郡にも同名の長尾村（現在の神戸市北区長尾町）があった。

## 地理
1940年（昭和15年）1月時点では北を西谷村（川辺郡、以下同じ）、東を川西町、南を稲野村、西を小浜村と接していた。分村が行われる直前の1955年（昭和30年）1月時点では小浜村が町制施行した宝塚町が武庫郡良元村と合併して宝塚市に、稲野村は伊丹町と合併して伊丹市に、川西町が前年に多田村・東谷村と合併して川西市となっていた。長尾村が宝塚市に編入された4日後の3月14日には、西谷村も同市に編入されている。
村役場は山本の現宝塚市立長尾中学校近くにあった。1975年（昭和50年）に山本の一部で住居表示を実施した際に長尾町が置かれ、地名としての「長尾」が復活している。伊丹市側には北野1丁目に長尾公園や市営長尾住宅など「長尾」を冠した施設が存在する。

### 大字
北部地域は現在の宝塚市東部、南部地域は現在の伊丹市北西部に該当する。
北部（現宝塚市域）
- 上中筋 - 現在の中筋1〜4丁目、中筋山手、大字中筋。
- 下中筋 - 現在の中筋5〜8丁目、今里町（6番地以降）。
- 中山寺 - 現在の中山寺、今里町の一部（1〜5番地）。

中山荘園は旧西谷村切畑の一部（飛地）。
- 山本 - 現在の山本東、山本西、山本中、山本南、山本台、長尾町。

大半が伊丹市に帰属した大野新田の一部は水利権を理由に山本へ編入された。
- 野里 - 現在の山本野里。
- 平井 - 現在の平井、平井山荘、南ひばりガ丘。
- 丸橋 - 現在の山本丸橋。
- 口谷 - 現在の口谷東、口谷西。

南部（現伊丹市域）
- 荒牧 - 現在の荒牧1〜7丁目。
- 鴻池 - 現在の鴻池1〜7丁目、北野1・5丁目。
- 荻野 - 現在の荻野1〜8丁目、荻野西1〜2丁目、北野4・6丁目。
- 西池 - 現在の荒牧南4丁目、北野2〜3丁目。
- 桑田 - 現在の荒牧南1〜3丁目。
- 大野新田 - 現在の大野1〜3丁目。旧大字山本の一部を含む[1]。

## 歴史
- 1889年（明治22年）4月1日 - 町村制施行により長尾村が発足。
- 1942年（昭和17年） - 村南部の荒牧・荻野・鴻池にまたがる10万坪に陸軍獣医資材支廠長尾分廠が置かれる。
- 1955年（昭和30年）
  - 3月10日 - 全域が宝塚市に編入合併され廃止。
  - 4月1日 - 村南部に位置していた荒牧・荻野・鴻池・西池・桑田・大野が宝塚市から伊丹市へ編入される。

### 分村の経緯
長尾村は昭和の大合併において、隣接する複数の自治体が廃止される自治体の領域を分割編入する「分合両用」に基づき“分村”が行われた自治体の代表例とされる。
この当時、長尾村では学制改革に合わせて新制中学校を建設する話が持ち上がっていた。しかし、その建設費用が大きな財政負担を伴うことを懸念する声が荒牧や鴻池など村南部を中心に広がり、これらの地区では1940年（昭和15年）に市制を施行していた伊丹市との合併を求めて今里浅太郎村長への陳情が行われた。この動きに対し、山本を中心とする北部地域は川西町や小浜村が推進していた「北部都市建設構想」に参加すべきであるとの意見が優勢となり、文字通り村を二分する大論争に発展した。
結果、1949年（昭和24年）2月4日に行われた村民大会では伊丹市との合併に反対する決議が僅差で採択されたのに対し、2日後の2月6日に開かれた村議会では正反対に伊丹市との合併議案が可決された。宝塚派の村民は「村議会が民意を踏みにじった」と非難してリコール署名を行い、村議会は解散に追い込まれる。これにより伊丹市との合併議案は一旦解消され、今里村長は混乱の責任を取って辞任した。
1955年（昭和30年）2月、後任で中間派の池田宝澄村長（元中山寺管長）と宝塚（同年に良元村と新設合併し市制施行）・伊丹の両市長は合併を巡る混乱が5年以上も続く事態を憂慮して共同で阪本勝兵庫県知事に仲裁を要請する。その結果、知事の裁定で以下の手続きを経て長尾村を南北に分村し、両市に編入することが決定した。
1. 1955年（昭和30年）3月10日付で長尾村の全域を宝塚市に一度編入する
2. 編入が公示された後、宝塚・伊丹の両市は臨時市議会を招集し両市間での境界変更議案を可決する
3. 4月1日付で両市の境界変更を実施し、旧長尾村南部の荒牧・荻野・鴻池・西池・桑田・大野の6地区を伊丹市が編入する

丸橋・口谷両地区は代表者が今里前村長への陳情に参加するなど伊丹派の住民が多いと目されていたが、宝塚派が多数の山本地区と水利権で争うことを良しとせず宝塚への残留を選択した。対して、元から伊丹郷町に近接している大野新田の大部分は山本との対立を覚悟で「水が買えなくなったら井戸を掘る」として荒牧や鴻池と共に伊丹市への帰属を選択した。また、酒造業で興隆した鴻池財閥の発祥地である鴻池の伊丹市への帰属は、結果的に江戸時代を通じて全国的なブランドであった伊丹酒のイメージを現代においてより強固なものとすることに繋がっている。

## 交通
鉄道
- 国鉄福知山線
  - 中山寺駅
- 阪急宝塚線
  - 山本駅 - 中山駅（現：中山観音駅）

道路
- 国道176号線

北部地域は中山寺への参拝客の需要や阪急電鉄が行楽地として開発した宝塚への中継点として早期に交通網が整備されたのに対し、南部地域は分村後の1970年（昭和45年）に中国自動車道が開通するまで整備が後回しにされて来た経緯があり、こうした事情も南北対立の要因になったとされる。
バス
鉄道網や道路網が早くから整備された北部地域に対して、南部地域では伊丹市営バスによるバス路線網の形成が早くから進められていた。
- 宝塚有馬自動車の阪急伊丹～山本～宝塚の路線を起源として、国道176号線を経由する阪急バスの路線（梅田～池田～宝塚～有馬）があった。
- 昭和23年に長尾村・川西町の陳情によって、翌年には伊丹市営バス循環路線が誕生し、村内には「鴻池」「荒牧」「下中筋」「上中筋」「山本」「丸橋」「野里」「上久代」「大野」などの停留所が誕生し、のちに「上久代」を廃止して「東野」が設置された。
- 分村後の昭和30年12月には、伊丹市営バス循環路線は、宝塚市域となった荒牧～山本～大野間を廃止して、荒牧～萩野～大野間を経由するようになった。
- 国道176号線を経由する阪急バスの路線（梅田～池田～山本～宝塚～有馬）は昭和47年に廃止された。一方、昭和46年に中国自動車道沿いの国道176号線バイパスを経由する阪急バスの路線（大阪空港～宝塚）が開通した。宝塚市域に編入された旧村北部にバス路線が整備されたのは、域内に都市計画道路が整備された昭和59年以降となる。

## 教育
- 長尾村立長尾小学校（現：宝塚市立長尾小学校）
分村後、南部地域の児童は旧長尾分廠跡の講堂に設けられた分校を経て新設校の伊丹市立天神川小学校へ編入される措置が採られた。
- 長尾村立長尾中学校（現：宝塚市立長尾中学校）
南北対立の発端となった学校。南部地域の生徒は伊丹市立西中学校へ編入したが、後に天王寺川中学校と荒牧中学校が旧村域で開校している。